# 클라우디오 카니히아
클라우디오 파울 카니히아(스페인어: Claudio Paul Caniggia, 1967년 1월 9일 ~ )는 은퇴한 아르헨티나 출신의 축구 선수이다. 포지션은 공격수 또는 윙어였다. 바람의 아들(El Hijo Del Viento)라는 별명으로도 유명하다.

## 클럽 경력
카니히아는 1985년 리버 플레이트에서 데뷔했으며, 이탈리아로 건너가 엘라스 베로나 FC, 아탈란타 BC, AS 로마에서 뛰었다. 그 후 포르투갈의 SL 벤피카로 이적했으며, 고국으로 돌아가 보카 주니어스에서 뛰었다. 잠시 아탈란타에서 다시 뛰기도 한 그는 스코틀랜드의 던디 FC와 레인저스 FC를 거쳐 카타르 SC에서 은퇴했다. 2009년 4월 3일에 던디 FC 명예의 전당에 올랐다.

## 국가대표팀 경력
아르헨티나 축구 국가대표팀의 일원으로서 활약하기도 했는데, 50경기에 나와 16골을 넣었다. 1990년 FIFA 월드컵, 1994년 FIFA 월드컵과 2002년 FIFA 월드컵에서 활약했고 8경기에서 4골을 넣었다. 특히 1990년 FIFA 월드컵 당시 16강에서 만난 브라질을 상대로 다 쓰러져가는 아르헨티나에서 뛰면서 디에고 마라도나의 절묘한 어시스트를 받아 골을 넣어 브라질을 탈락시키고 팀을 8강에 진출시켰다. 2002년 FIFA 월드컵에서는 출전기회를 얻지 못했고, 스웨덴 전에서 벤치에서 퇴장당했다. 2002년 FIFA 월드컵 당시 아르헨티나 축구 국가대표팀 선수 중 최고령인 카니히아는 2002년 FIFA 월드컵에서는 사실상 그라운드에서 뛰는 용도가 아닌 가브리엘 바티스투타, 아리엘 오르테가 등 통제하기 힘든 선수들을 관리하기 위해 군기반장 용도로 엔트리에 들어갔다. 그의 나이는 전세계 축구 최고의 군기반장으로 악명 높았던 에리크 캉토나와 불과 1살 차이였다. 그래서 조별리그에서 단 한 경기도, 딘 1분도 뛰지 않았다.